# Ezri Konsa
Ezri Konsa Ngoyo (Newham, Inglaterra, 23 de octubre de 1997) es un futbolista británico. Juega de defensa y su equipo es el Aston Villa F. C. de la Premier League de Inglaterra.

## Trayectoria

### Charlton Athletic
Comenzó su carrera en el Senrab Football Club y a los 11 años llegó a las inferiores del Charlton Athletic. Debutó como profesional el 9 de agosto de 2016 en la derrota por 1-0 ante el Cheltenham Town en la EFL Cup. Fue un titular habitual del equipo en su primera temporada de 2016-17, en la que jugó 39 encuentros ocupando la posición de centrocampista y defensa central. Fue nombrado jugador joven del equipo ese año. Dejó el Charlton en junio de 2018, donde estuvo durante dos temporadas y medias.

### Brentford
El 12 de junio de 2018, Konsa fichó por el Brentford por tres años, se reportó que el fichaje fue por £2.5 millones. Fue uno de los defensores centrales titulares del equipo en la temporada 2018-19 y además ese año anotó su primer gol en la victoria por 3-0 sobre el Preston North End.

### Aston Villa
El 11 de julio de 2019, el defensor inglés fichó por el Aston Villa, recién ascendido a la Premier League. El club estaba dirigido por su anterior entrenador en Brentford, Dean Smith. Anotó un gol en su debut el 27 de agosto de 2019 al Crewe Alexandra en la Copa de la Liga.

## Selección nacional
De padre congoleño y madre angoleña, representó a la selección de Inglaterra sub-21 en el Torneo Esperanzas de Toulon de 2018 y en la clasificación para la Eurocopa Sub-21 de 2019.
El 23 de marzo de 2024 hizo su debut con la selección absoluta en un partido amistoso ante Brasil que perdieron por cero a uno.

### Participaciones en Eurocopas
| Copa          | Sede     | Resultado  | Partidos | Goles |
| ------------- | -------- | ---------- | -------- | ----- |
| Eurocopa 2024 | Alemania | Subcampeón | 3        | 0     |

## Estadísticas

### Clubes
Actualizado al último partido disputado el 25 de mayo de 2025.
| Club                               | Div.          | Temporada     | Liga  | Liga  | Copas nacionales | Copas nacionales | Copas internacionales | Copas internacionales | Total | Total |
| Club                               | Div.          | Temporada     | Part. | Goles | Part.            | Goles            | Part.                 | Goles                 | Part. | Goles |
| ---------------------------------- | ------------- | ------------- | ----- | ----- | ---------------- | ---------------- | --------------------- | --------------------- | ----- | ----- |
| Charlton Athletic F. C. Inglaterra | 2.ª           | 2015-16       | 0     | 0     | 0                | 0                | ―                     | ―                     | 0     | 0     |
| Charlton Athletic F. C. Inglaterra | 3.ª           | 2016-17       | 32    | 0     | 7                | 0                | ―                     | ―                     | 39    | 0     |
| Charlton Athletic F. C. Inglaterra | 3.ª           | 2017-18       | 41    | 0     | 6                | 0                | ―                     | ―                     | 47    | 0     |
| Charlton Athletic F. C. Inglaterra | Total club    | Total club    | 73    | 0     | 13               | 0                | 0                     | 0                     | 86    | 0     |
| Brentford F. C. Inglaterra         | 2.ª           | 2018-19       | 42    | 1     | 5                | 0                | ―                     | ―                     | 47    | 1     |
| Brentford F. C. Inglaterra         | Total club    | Total club    | 42    | 1     | 5                | 0                | 0                     | 0                     | 47    | 1     |
| Aston Villa F. C. Inglaterra       | 1.ª           | 2019-20       | 25    | 1     | 6                | 1                | ―                     | ―                     | 31    | 2     |
| Aston Villa F. C. Inglaterra       | 1.ª           | 2020-21       | 36    | 2     | 1                | 0                | ―                     | ―                     | 37    | 2     |
| Aston Villa F. C. Inglaterra       | 1.ª           | 2021-22       | 29    | 2     | 2                | 0                | ―                     | ―                     | 31    | 2     |
| Aston Villa F. C. Inglaterra       | 1.ª           | 2022-23       | 38    | 0     | 1                | 0                | ―                     | ―                     | 39    | 0     |
| Aston Villa F. C. Inglaterra       | 1.ª           | 2023-24       | 35    | 1     | 3                | 0                | 12                    | 0                     | 50    | 1     |
| Aston Villa F. C. Inglaterra       | 1.ª           | 2024-25       | 34    | 2     | 5                | 0                | 11                    | 1                     | 50    | 3     |
| Aston Villa F. C. Inglaterra       | Total club    | Total club    | 197   | 8     | 18               | 1                | 23                    | 1                     | 238   | 10    |
| Total carrera                      | Total carrera | Total carrera | 312   | 9     | 36               | 1                | 23                    | 1                     | 371   | 11    |
| 1. 2.                              |               |               |       |       |                  |                  |                       |                       |       |       |

## Palmarés

### Títulos internacionales
| Título                        | Club                           | País          | Año  |
| ----------------------------- | ------------------------------ | ------------- | ---- |
| Copa Mundial de Fútbol Sub-20 | Selección sub-20 de Inglaterra | Corea del Sur | 2017 |

### Distinciones individuales
| Distinción                                  | Año     |
| ------------------------------------------- | ------- |
| Jugador joven del año del Charlton Athletic | 2016-17 |